# 斯賓塞碼頭站
斯賓塞碼頭站（英語：Spencer Dock）是一個位於愛爾蘭都柏林港區上市長街的都柏林轻轨站，在2009年通車，為紅線延伸工程往都柏林港區的車站之一。車站能夠通往都柏林會議中心。
都柏林公車路線33D、33X、53A、90、142和151均能到達此站。